# Sinocalliergon
Sinocalliergon là một chi rêu trong họ Amblystegiaceae.